# U 2336
U 2336 war ein deutsches U-Boot vom Typ XXIII, das im Zweiten Weltkrieg von der deutschen Kriegsmarine eingesetzt wurde. Unter seinem Kommandanten Kapitänleutnant Emil Klusmeier (1912–1982) torpedierte es am 7. Mai 1945 im Firth of Forth die beiden Frachter Avondale Park und Sneland I. Dies waren die letzten Versenkungen, die ein deutsches U-Boot im Zweiten Weltkrieg durchführte.

## Geschichte
U-Boote dieses damals hochmodernen Typs XXIII waren vergleichsweise kleine Elektro-U-Boote von knapp 35 m Länge, die außer dem Kommandanten und dem Leitenden Ingenieur (LI) nur über zwölf Mann Besatzung verfügten. Dabei handelte es sich neben dem Ersten Wachoffizier (I. WO), dem Obersteuermann, dem Obermaschinisten, dem Zentralemaat und dem Funkmaat noch um einen weiteren Maat sowie sechs Matrosen. Offiziere, Unteroffiziere und Mannschaften mussten sich den Bugraum unmittelbar hinter den beiden mehr als 7 m langen Torpedorohren als einzigen Wohn- und Schlafraum teilen. Die Bewaffnung bestand – abgesehen von einer Maschinenpistole und einigen weiteren Handfeuerwaffen – aus nur zwei Torpedos. Hauptvorteil dieser Boote war, dass sie lange Zeit ohne aufzutauchen operieren konnten und dabei eine höhere Geschwindigkeit (12,5 kn) unter Wasser als über Wasser (10 kn) erreichten.
Die Kiellegung des Bootes erfolgte am 27. Juli 1944 bei der Deutschen Werft in Finkenwärder (damalige Schreibweise) und der Stapellauf noch im gleichen Jahr am 10. September. Am 30. September 1944 wurde es unter Oberleutnant z. S. Jürgen Vockel in Dienst gestellt. Er behielt das Kommando über U 2336 bis zum 31. März 1945. Das Boot wurde der 32. U-Flottille zugeteilt, einer Ausbildungsflottille, die in Königsberg stationiert war. Hier verblieb U 2336 bis zum 15. Februar 1945. Anschließend war es der 4. U-Flottille in Stettin unterstellt. Zwei Tage nach Erhalt der Frontreife kollidierte das Boot mit U 2344, ebenfalls ein XXIII-Boot aus demselben Bauauftrag, das infolge der Beschädigung sank. Dessen Kommandant, Oberleutnant zur See Hermann Ellerlage, und sechs weitere Besatzungsmitglieder von U 2344 konnten gerettet werden. Die Ursache der Kollision ist ungeklärt.
In der Nacht zum 31. März 1945 wurde die Stadt Hamburg und insbesondere die Werft durch Bomber der britischen Royal Air Force (RAF) angegriffen. Im Hafen liegend wurden dabei die deutschen U-Boote U 348, U 350, U 1131, U 1167 und U 2340 durch Bomben versenkt. Bei dem Bombenangriff wurde der Kommandant von U 2336, Oblt.z.S. Jürgen Vockel, durch Splitter tödlich verletzt, während sein Boot unbeschädigt blieb. Am Tag darauf, dem 1. April 1945, wurde der Kommandant von U 2340, Oblt.z.S. Emil Klusmeier, dessen Boot (ebenfalls vom Typ XXIII) zerstört worden war, zum Kapitänleutnant (Kptlt.) befördert und übernahm am selben Tag in Nachfolge von Vockel das Kommando über U 2336.

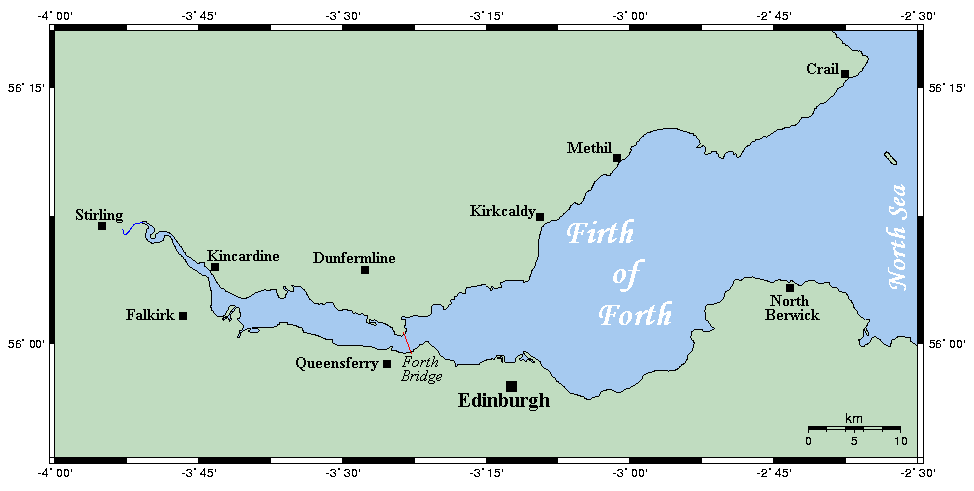
Karte des Firth of Forth. Die Torpedierungen fanden südlich der Isle of May (am rechten Kartenrand) statt.

Unter dem Kommando von Kapitänleutnant Emil Klusmeier führte U 2336 in der Zeit vom 18. April bis zum 14. Mai 1945 seine erste und einzige Feindfahrt aus. Nachdem es am 18. April aus Kiel ausgelaufen war, nahm es zunächst Kurs auf Kristiansand. Es erreichte die norwegische Hafenstadt am 23. April und verließ sie wieder am 1. Mai mit dem Operationsziel schottische Ostküste. Am Abend des 7. Mai 1945 sichtete Klusmeier vor dem Firth of Forth nahe der Isle of May (Karte) die zum britischen Geleitzug EN 491 gehörenden Frachter Avondale Park (2878 BRT) (Lage) und Sneland I (1791 BRT) (Lage) und versenkte sie kurz vor 23 Uhr mit jeweils einem Torpedo. Dies waren die letzten Versenkungen überhaupt, die ein deutsches U-Boot im Zweiten Weltkrieg durchführte.
Trotz intensiver Verfolgung durch britische Zerstörer und mehrerer Angriffe mit Wasserbomben, die U 2336 nahezu unbeschadet überstand, gelang es Klusmeier, am nächsten Morgen aus dem Firth of Forth zu entkommen, nachdem er das Boot nahe einem Felsen vor den Wasserbomben geschützt hatte, und Besatzung und Boot sicher nach Hause zu führen. U 2336 lief spät abends am 14. Mai 1945 unbehelligt im bereits von britischen Soldaten besetzten Kiel wieder ein.
Im Sachbuch „U-Boottyp XXIII“ ist ein Kommentar des Kommandanten zu den Qualitäten des Bootes kurz nach seiner Rückkehr von der Feindfahrt überliefert: „Bei diesem Typ handelt es sich um ein äußerst kampfkräftiges Boot, welches in der Hand eines mutigen und erprobten Kommandanten und bei rechtzeitigem Einsatz sicher noch manchen Erfolg errungen hätte. Für kurzfristige Unternehmungen in Küstennähe ein ideales Boot, schnell, wendig, einfache Tiefensteuerung, geringe Ortungs- und Angriffsfläche! Der Gegner ahnte mehr, dass ein Boot da ist, als dass er einen klaren Beweis und die Position erhielt.“
Während des Zweiten Weltkriegs gelang es der britischen Aufklärung, den mit der Schlüsselmaschine Enigma verschlüsselten Funkverkehr der deutschen Kriegsmarine zu entziffern. Doch obwohl der Royal Navy damit genaue Informationen über Pläne und Operationsgebiete aller Boote der deutschen U-Bootwaffe vorlagen, gelang es ihr nicht, auch nur einen einzigen Versenkungserfolg gegen ein U-Boot vom Typ XXIII zu erzielen.

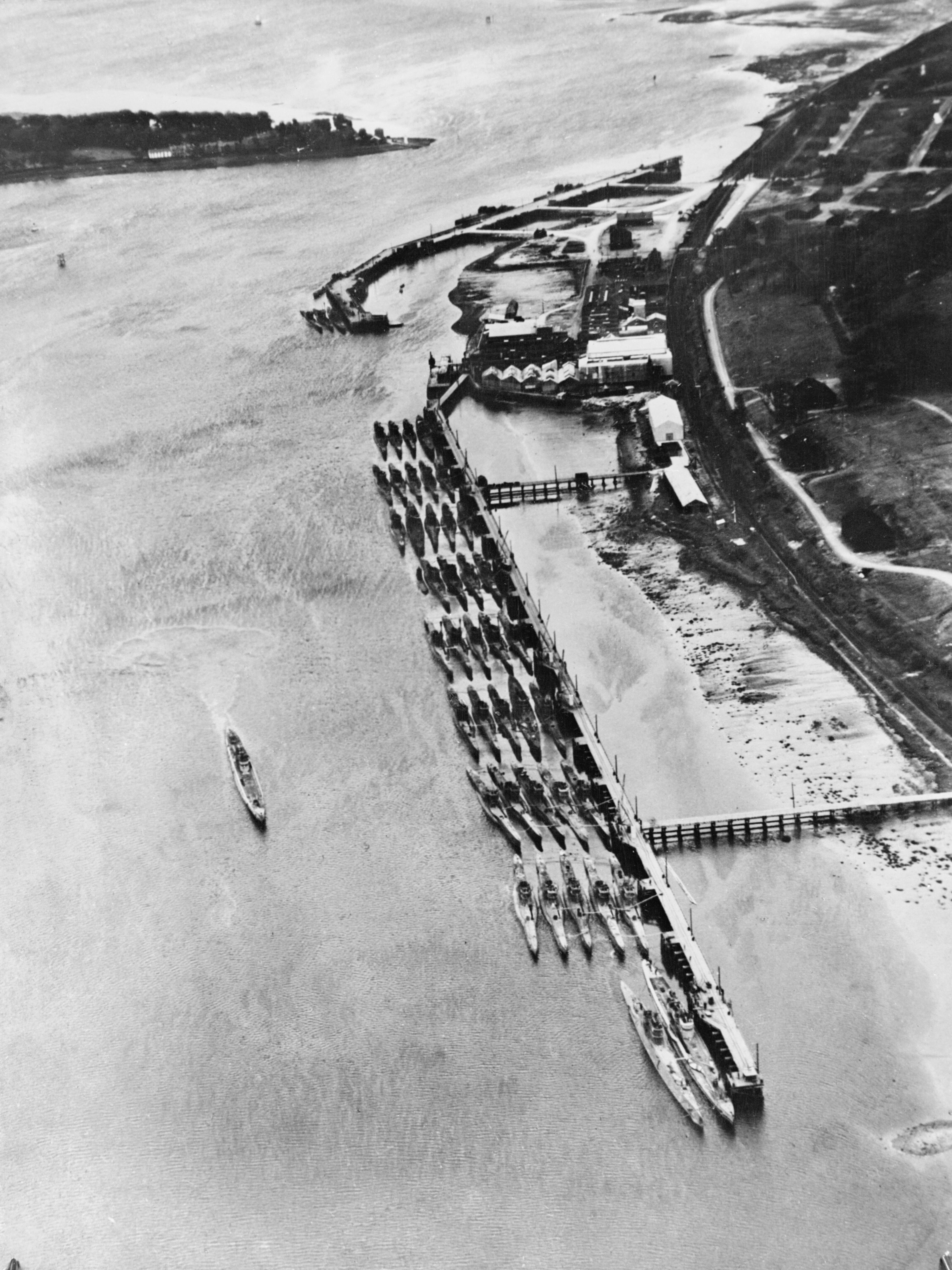
Vertäute deutsche U-Boote im Hafen von Lisahally im Juni 1945

Kurz nach dem Einlaufen wurde Emil Klusmeier von den Briten vorgeworfen, den von Dönitz zum Zeitpunkt der beiden Torpedotreffer bereits ausgegebenen allgemeinen Befehl, nämlich keine Angriffe mehr durchzuführen, absichtlich missachtet zu haben. Klusmeier hat stets beteuert, diesen Befehl nicht rechtzeitig erhalten zu haben. Angesichts der Tatsache, dass sein modernes Elektro-U-Boot ohne aufzutauchen bis zu drei Tage unter Wasser operieren konnte, und die U-Boote im getauchten Zustand nur eingeschränkt in der Lage waren, Funksprüche zu empfangen, ist seine Aussage als glaubhaft zu bewerten.
Auch die Briten, die Klusmeier am Morgen des 15. Mai noch erlaubt hatten, durch eine kurze Ansprache vor seiner Mannschaft und anschließendes Niederholen der Kriegsflagge sein Boot formell außer Dienst zu stellen, glaubten ihm. Er wurde zwar verhaftet und musste sich einigen Verhören unterziehen und wäre im Fall eines nachgewiesenen Kriegsverbrechens ohne Zweifel zum Tode verurteilt worden, jedoch im Juli 1945 nach zwei Monaten aus britischer Kriegsgefangenschaft wieder freigelassen.
U 2336 wurde nach der Übernahme des Bootes durch die Briten am 21. Juni 1945 in den nordirischen Hafen von Derry (bei Lisahally) überführt und am 3. Januar 1946 durch Geschützfeuer des britischen Zerstörers Offa im Rahmen der Operation Deadlight etwa 200 km nordwestlich von Irland auf offener See versenkt. U 2336 war das erfolgreichste U-Boot vom Typ XXIII.